# Eloísa de la Parra y Gil
Eloísa de la Parra y Gil (Madrid, 9 de febrer de 1859–?) va ser una mestra de música i compositora espanyola.
Va néixer el 9 de febrer de 1859, a Madrid. Va ser matriculada l'octubre de 1871 com a alumna de les classes de piano l'Escola Nacional de Música. Amb poc menys de 20 anys, va obtenir els primers premis dels concursos celebrats per part del conservatori d'harmonia (1874), de piano (1875) i de composició (1878), mentre era deixebla de Miquel Galiana, Dámaso Zabalza i Emilio Arrieta, respectivament. Després d'obtenir els tres primers premis va dedicar-se a l'ensenyament particular i va obrir una acadèmia, a més de dedicar-se a la composició. Entre les seves composicions hi ha els àlbums Primer recuerdo (1876), Allegro de concierto (1880), Delicias artísticas (1880) o Auras juveniles (1881), els quals en la seva majoria contenen diverses peces amb música per a piano.